# Heiligenblut (Spalt)
Heiligenblut (fränkisch: Wolfrad) ist ein Gemeindeteil der Stadt Spalt im Landkreis Roth (Mittelfranken, Bayern). Heiligenblut liegt in der Gemarkung Enderndorf am See.

## Lage
Die Einöde liegt im Spalter Hügelland und im Fränkischen Seenland, etwa 600 Meter vom Nordufer des Brombachsees entfernt und ist vom benachbarten Ottmannsberg aus zu erreichen.

## Geschichte
Der Ort wurde 1567 im Zusammenhang mit einer Wallfahrt erstmals urkundlich erwähnt. Die Wallfahrt, die einzige ihrer Art im Bistum Eichstätt, beruhte ursprünglich auf einer mittelalterlichen Legende um einen angeblichen Hostienfrevel. Der katholischen Legende nach soll ein armer Taglöhner während einer Hungersnot eine geweihte Hostie in der Kirche von Stirn gestohlen haben. Anno 1444 soll sich in Heiligenblut folgendes abgespielt haben: Ein reicher Jude befiehlt einem armen Holzhacker mit vielen hungrigen Kindern, Hostien aus der Kirche des Örtchens Stirn zu stehlen. Der Jude sticht auf die Hostien ein, die prompt anfangen zu bluten. Die Sache fliegt auf, der arme christliche Holzhacker wird enthauptet, der Jude aber konvertiert zum Christentum. Sekunden, bevor er getauft werden soll, fährt der Blitz in die Spalter Kirche und erschlägt den Juden.
Diese katholische Legende steht im Zusammenhang mit der Vertreibung der jüdischen Bevölkerung aus dem nahe gelegenen Ort Eichstätt. Zu Beginn des 17. Jahrhunderts hatte die Wallfahrt Zulauf aus der ganzen Region. Die Pilgerwege aus Ellingen und Stopfenheim trafen in Ramsberg zusammen und führten dann gemeinsam durch das Brombachtal.
Ab 1703 übernahmen Franziskanerbrüder (Rekollekten) die Betreuung der Wallfahrt. Das Kloster wurde durch Pater Pius Schreiber aus dem Franziskanerkloster Schillingsfürst und die Thüringische Franziskanerprovinz (Thuringia) gegründet. Zuerst ein Missionsposten (Hospiz), ab 1742 Konvent, wurde es 1808 im Zuge der Säkularisation wieder aufgelöst. Die Klosterkirche und die weiteren Gebäude wurden 1817/1818 abgetragen.
Gegen Ende des 18. Jahrhunderts gab es in Heiligenblut neben dem Kloster und der Kirche ein Mesnerhaus und ein Wirtshaus. Das Hochgericht übte das brandenburg-ansbachische Oberamt Gunzenhausen aus. Von 1797 bis 1808 unterstand der Ort dem Justiz- und Kammeramt Gunzenhausen.
Im Rahmen des Gemeindeedikts wurde Heiligenblut dem 1808 gebildeten Steuerdistrikt Absberg und der 1811 gegründeten Ruralgemeinde Enderndorf zugewiesen. Im Rahmen der Gebietsreform in Bayern wurde diese am 30. Juni 1972 aufgelöst und Heiligenblut nach Spalt eingegliedert.

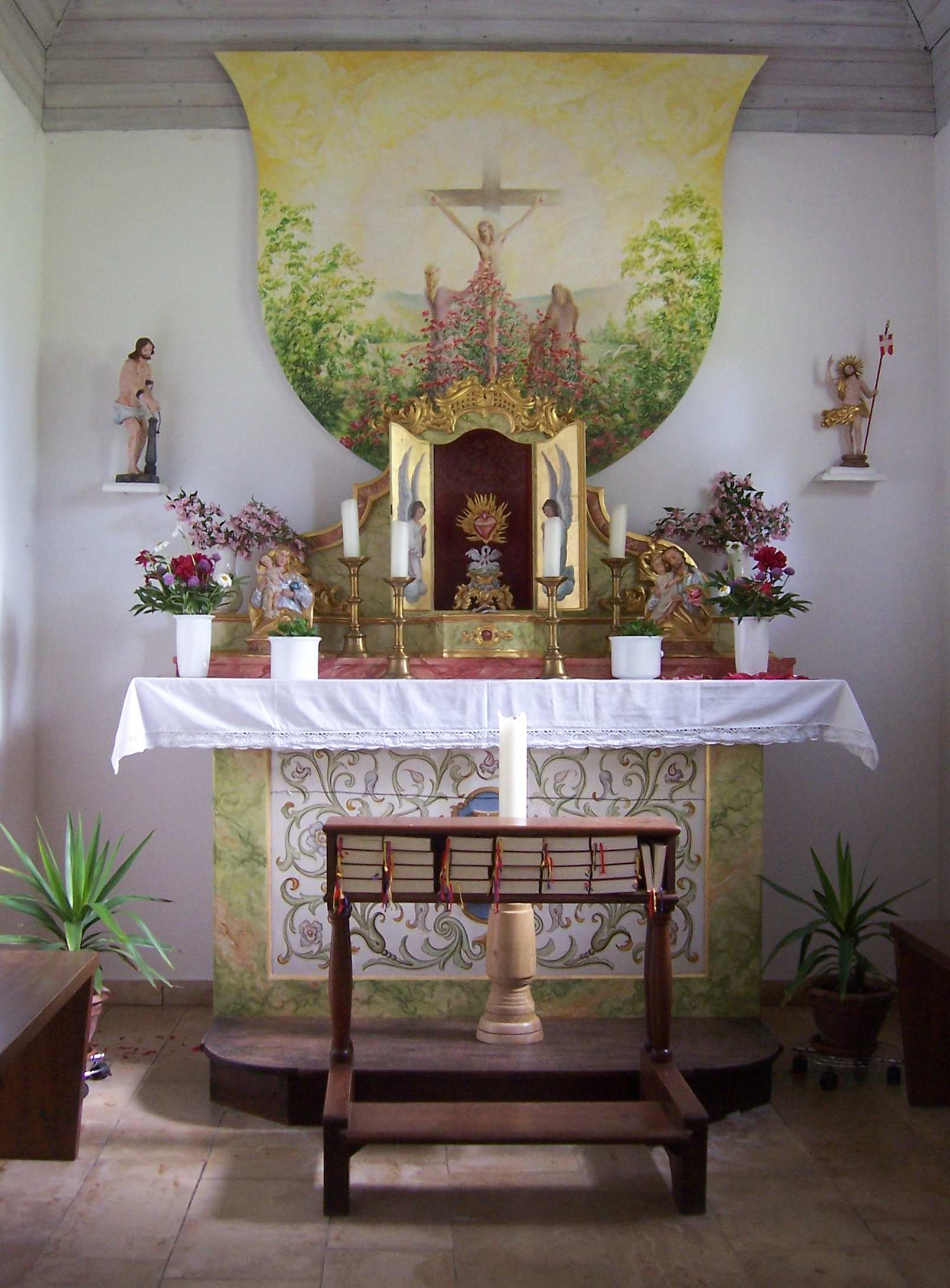
Altarbild der Kapelle

1953 hatte der Pfarrer Ludwig Waldmüller eine neu Kapelle errichten lassen. Heute besteht der neuerliche Wallfahrtsort Heiligenblut aus einem Bauernhof und einer Kapelle, die von der Kolpingsfamilie aus Spalt betreut wird. Seit 1980 wird auch wieder gewallt – zunächst auf Initiative und in Eigenregie der Spalter Kolpingsfamilie.
Im Jahr 2005 wurde vom Arbeitskreis Tourismuspastoral der Diözese Eichstätt erstmals wieder eine Wallfahrt in Form einer Seewallfahrt durchgeführt, da der alte Fußweg durch den Großen Brombachsee überflutet worden war. Die kontrovers wiederaufgenommene Wallfahrt hatte ein aufklärendes Medienecho: Auf der Webseite des Bistums Eichstätt wird von Domvikar Reinhard Kürzinger und dem Arbeitskreis Tourismuspastoral zu einer Wallfahrt der besonderen Art eingeladen. Eine Schiffswallfahrt soll am 7. Oktober (2005) von Ramsberg über den Brombachsee nach Heiligenblut führen, um an die Zeiten anzuknüpfen, wo die Gläubigen trockenen Fußes herüberpilgerten. Die Entstehungsgeschichte Heiligenbluts ist dort jedoch schamgesichtig ihres antijudaistischen Hintergrunds beraubt worden. So hat dort während einer Hungersnot nur ein armer Tagelöhner Hostien entwendet; es bleibt also lediglich christlicher Mundraub übrig. Tatsächlich ist die judenfeindliche Geschichte Heiligenbluts jedoch allgemein bekannt, zumindest in der Spalter Region. Denn eine Tafel des Tourismusverbandes informiert sachlich vor Ort über dessen Historie. Und auch in den gängigen Heimatbüchern über Ramsberg oder dem 2002 erschienenen Band Das Land am Brombach wird auf den jüdischen Hostienfrevel in Heiligenblut hingewiesen.

### Baudenkmäler
- Ehemaliges Franziskanerkloster[12]

### Einwohnerentwicklung
| Jahr      | 001818 | 001840 | 001861 | 001871 | 001885 | 001900 | 001925 | 001950 | 001961 | 001970 | 001987 | 002011 | 002018 |
| Einwohner | 8      | 23     | 26     | 14     | 29     | 13     | 5      | 3      | 7      | 7      | 3      | 1      | 2      |
| Häuser    | 2      | 2      |        |        | 4      | 3      | 1      | 1      | 1      |        | 1      |        |        |
| Quelle    | [ 14 ] | [ 15 ] | [ 16 ] | [ 17 ] | [ 18 ] | [ 19 ] | [ 20 ] | [ 21 ] | [ 22 ] | [ 23 ] | [ 24 ] |        | [ 1 ]  |

## Religion
Der Ort ist römisch-katholisch geprägt und bis heute nach St. Emmeram (Spalt) gepfarrt. Die Einwohner evangelisch-lutherischer Konfession sind in die Christuskirche (Absberg) gepfarrt.